# جون نيوتن (ضابط)
جون نيوتن (بالإنجليزية: John Newton)‏ هو ضابط أمريكي، ولد في 25 أغسطس 1822 في نورفولك في الولايات المتحدة، وتوفي في 1 مايو 1895 في نيويورك في الولايات المتحدة.

## وصلات خارجية
- جون نيوتن على موقع إن إن دي بي (الإنجليزية)